# سیارک ۱۲۸۱۷۷
سیارک ۱۲۸۱۷۷ (به انگلیسی: 128177 Griffioen، نامگذاری:2003RA11) صد و بیست و هشت هزار و صد و هفتاد و هفتمین سیارک کشف شده‌است که در ۵ سپتامبر ۲۰۰۳ کشف شد.